# Lista de episódios de Dog with a Blog
Dog With a Blog é uma série americana produzida pelo canal Disney Channel que teve sua pré-estreia ocorrida no dia 12 de outubro de 2012 nos Estados Unidos e Canadá. Conta com Genevieve Hannelius e Blake Michael como atores principais.
No dia 4 de fevereiro de 2013 foi renovado uma segunda temporada. Em 4 de fevereiro de 2014 foi renovado uma terceira temporada.

## Temporadas
| Temporada | Temporada | Episódios | Exibição original      | Exibição original      | Exibição no Brasil     | Exibição no Brasil     | Exibição em Portugal | Exibição em Portugal    |
| Temporada | Temporada | Episódios | Estreia                | Final                  | Estreia                | Final                  | Estreia              | Final                   |
| --------- | --------- | --------- | ---------------------- | ---------------------- | ---------------------- | ---------------------- | -------------------- | ----------------------- |
|           | 1         | 22        | 12 de outubro de 2012  | 25 de agosto de 2013   | 23 de março de 2013    | 22 de dezembro de 2013 | 22 de março de 2013  | 28 de março de 2014     |
|           | 2         | 24        | 20 de setembro de 2013 | 12 de setembro de 2014 | 8 de fevereiro de 2014 | 22 de março de 2015    | 28 de março de 2014  | 27 de fevereiro de 2015 |
|           | 3         | 23        | 26 de setembro de 2014 | 25 de setembro de 2015 | 3 de maio de 2015      | 29 de abril de 2016    | 13 de março de 2015  | 25 de Março de 2016     |

## Episódios

### 1ª Temporada (2012-13)
| # | #  | Título                         | Dirigido por     | Escrito por                                                              | Estreias                                                      | Código de produção | Audiência (em milhões) |
| --- | -- | ------------------------------ | ---------------- | ------------------------------------------------------------------------ | ------------------------------------------------------------- | ------------------ | ---------------------- |
| 1 | 1  | "Stan of the House"            | Neal Israel      | Philip Stark & Michael B. Kaplan (história) Michael B. Kaplan (teleplay) | 12 de outubro de 2012 23 de março de 2013 22 de março de 2013 | 101                | 4.5                    |
| Avery Jennings e Tyler James são meio-irmãos que são completamente opostos. Desde que seus pais, Ellen Jennings e James Bennett, casaram e começaram a morar juntos, Avery e Tyler não conseguem se dar bem. Bennett adota um cão do abrigo na esperança de que ele irá inspirar Avery e Tyler para se relacionarem mais para cuidar dele. Quando as crianças descobrem que seu cão "comum", Stan, tem a capacidade de falar, eles devem trabalhar juntos a fim de manter segredo de todos, especialmente de seus pais. Depois que Avery e Tyler começam á discutir, Stan foge de volta para o abrigo e as crianças têm um plano para resgatar Stan. |    |                                |                  |                                                                          |                                                               |                    |                        |
| 2 | 2  | "The Fast and the Furriest"    | Neal Israel      | Michael B. Kaplan                                                        | 4 de novembro de 2012 24 de março de 2013                     | 102                | 3.4                    |
| Depois que Tyler recebe a sua autorização para poder dirigir, ele quer dirigir sozinho mas devido a seus pais irritantes, todo mundo se aproveita dele. O caos se instala quando Stan bate o carro porque ele queria ser como uma pessoa normal e todo mundo pensa que Tyler bateu o carro. Enquanto isso, Ellen e Bennett tentam reviver as memórias de criança que eles compartilharam com Tyler e Avery, mas percebem que eles estão crescidos, então eles começam a criar memórias com Chloe. |    |                                |                  |                                                                          |                                                               |                    |                        |
| 3 | 3  | "Dog with a Hog"               | Neal Israel      | Judd Pillot                                                              | 11 de novembro de 2012 30 de março de 2013                    | 103                | 3.0                    |
| Avery e sua melhor amiga, Lindsay, estão na necessidade desesperada para encontrar um substituto para ser o mascote da escola para se apresentar no jogo. Stan convence Avery para deixá-lo ser o mascote da escola, mas ela está preocupada porque o time rival sempre faz brincadeiras horríveis com os mascotes. Enquanto isso, Ellen está irritada porque o seu carro sempre cheira horrivelmente mal, então ela convence Bennett para comprar um carro novo. |    |                                |                  |                                                                          |                                                               |                    |                        |
| 4 | 4  | "Wingstan"                     | Neal Israel      | Richard Gurman                                                           | 18 de novembro de 2012 31 de março de 2013                    | 106                | 3.7                    |
| Depois de Tyler desenvolve uma paixão por sua nova vizinha, Nikki Ortiz, ele a convida para passear com ele e com os seus cães juntos. Mas, para desgosto de Stan, Nikki tem uma cachorrinha insuportável que não para de latir! Enquanto isso, Chloe pede a Bennett para falar no Dia da Carreira sobre o seu trabalho, mas Bennett fica chocado quando Chloe acredita que ele é um super-meia, uma pessoa que estuda meias, em vez de um psicólogo. |    |                                |                  |                                                                          |                                                               |                    |                        |
| 5 | 5  | "World of Woofcraft"           | Shelley Jensen   | Steve Jarczak & Shawn Thomas                                             | 25 de novembro de 2012 3 de abril de 2013                     | 108                | 2.6                    |
| Stan esta viciado em um jogo chamado "Reino da Torre", onde ele fez um novo amigo, Kevin. Quando todos os jogadores estão se reunindo no parque, Stan pede a Avery para fingir ser ele, para que possam ir ao encontro com Kevin. Enquanto isso, Chloe implora para ter as orelhas furadas, mas Ellen e Bennett se recusam, então, enquanto Tyler esta cuidando dela, ela pede para ele levá-la para furar as orelhas, para o desgosto de Ellen! |    |                                |                  |                                                                          |                                                               |                    |                        |
| 6 | 6  | "Bark! The Herald Angels Sing" | Neal Israel      | John Peaselee                                                            | 2 de dezembro de 2012 1 de dezembro de 2013                   | 104                | 3.8                    |
| É o primeiro Natal da família, e Avery está preparando Tyler, Chloe, e Stan porque Ellen tem uma reputação de dar presentes horríveis. Enquanto isso, Bennett e Ellen discutem sobre quais tradições de Natal seguir. |    |                                |                  |                                                                          |                                                               |                    |                        |
| 7 | 7  | "The Parrot Trap"              | Shelley Jensen   | Alison Brown                                                             | 13 de janeiro de 2013 7 de abril de 2013                      | 109                | 2.8                    |
| Ellen nunca gostou muito de cães, e Avery está preocupada que ela não se relacione com Stan, então Ellen decide obter seu próprio animal de estimação, então ela adota uma arara azul falante, porém, muito irritante, que a família odeia. Enquanto isso, Tyler tenta fazer com que as informações de seu pai sobre sua nova paciente, Rebecca, para que ele possa se comunicar com ela. |    |                                |                  |                                                                          |                                                               |                    |                        |
| 8 | 8  | "The Bone Identity"            | Neal Israel      | Jim Hope                                                                 | 27 de janeiro de 2013 13 de abril de 2013                     | 105                | 3.1                    |
| Depois de ouvir Avery falar sobre o segredo de Stan, Karl Fink, o vizinho de Avery, começa a espionar Stan e o resto da família para descobrir o "segredo de Stan". Enquanto isso, Bennett tenta fazer com que Chloe pare de usar fantasias estranhas! |    |                                |                  |                                                                          |                                                               |                    |                        |
| 9 | 9  | "Stan Stops Talking"           | Shelley Jensen   | John Peaslee                                                             | 17 de fevereiro de 2013 14 de abril de 2013                   | 115                | 4.3                    |
| Avery, Tyler e Chloe ficam totalmente chocados quando descobrem que Stan não está mais falando, então eles tentam métodos diferentes, a fim de levar Stan a falar. Enquanto isso, Ellen e Bennett vão dar uma festa de aniversário á Chloe, mas ela continua a mudar de ideias sobre o tema de sua festa. |    |                                |                  |                                                                          |                                                               |                    |                        |
| 10 | 10 | "Dog Loses Girl"               | Neal Israel      | Chad Gervich                                                             | 24 de fevereiro de 2013 7 de julho de 2013                    | 107                | 3.4                    |
| Bennett e Ellen vão sair, e deixam Tyler para cuidar de Chloe; Tyler, por sua vez deixa Chloe com Avery, a fim de ir a um encontro com Nikki. Avery deixa Chloe com Stan para obter uma cópia assinada de um livro e Stan acaba perdendo Chloe! |    |                                |                  |                                                                          |                                                               |                    |                        |
| 11 | 11 | "Stan-ing Guard"               | Shelley Jensen   | Michael B. Kaplan                                                        | 24 de março de 2013 7 de setembro de 2013                     | 110                | 2.8                    |
| Bennett, Ellen, e Avery e todos têm uma ideia diferente de cuidar da casa depois de ouvir um barulho estranho que era, na verdade Stan no computador à noite. Enquanto isso, Tyler tem uma queda por alguém que dirige um passeio no parque de diversões. |    |                                |                  |                                                                          |                                                               |                    |                        |
| 12 | 12 | "Freaky Fido"                  | Neal Israel      | Judd Pillott                                                             | 7 de abril de 2013 5 de junho de 2013                         | 111                | 3.0                    |
| Quando Avery percebe que sua família pensa que ela não é divertida, ela decide provar que todos estão errados, fazendo um filme com sua família, chamado "Fido Maluco"! |    |                                |                  |                                                                          |                                                               |                    |                        |
| 13 | 13 | "Guess Who's a Cheerleader"    | Shelley Jensen   | N/A                                                                      | 28 de abril de 2013 21 de julho de 2013                       | 112                | 3.2                    |
| Stan fala sobre suas preocupações sobre a falta de lealdade de Avery depois que ela virou lider de torcida, e com isso, começou a distanciar-se de Lindsay. Enquanto isso, Bennett e Tyler ficam presos no galpão de armazenamento depois de uma viagem de pesca de pai e filho. Chloe constrói uma fortaleza incrível na cozinha. |    |                                |                  |                                                                          |                                                               |                    |                        |
| 14 | 14 | "Crimes of the Art"            | Shelley Jensen   | Amy Pittman                                                              | 5 de maio de 2013 16 de agosto de 2013                        | 118                | 3.5                    |
| Quando Tyler entra na mesma competição de arte com Avery, ela o acusa de só entar na competição por dinheiro e acidentalmente destrói a obra-prima de Tyler. Enquanto isso, Chloe e Stan trabalham em uma pintura. No final, Stan e Chloe ganham o concurso de arte, onde Chloe pintou Stan com cores aleatórias. |    |                                |                  |                                                                          |                                                               |                    |                        |
| 15 | 15 | "Avery's First Crush"          | Neal Israel      | Jim Hope                                                                 | 12 de maio de 2013 21 de julho de 2013                        | 113                | 2.7                    |
| Avery tem uma grande paixão por um rapaz chamado Dustin Pitt, e, a fim de passar um tempo com ele, ela pede a ajuda de Tyler, que por sua vez, quer que ela ajude ele a passar mais tempo com Nikki. Avery e Dustin acabam assistindo a um filme juntos e mais tarde com a ajuda de Stan, Avery diz a Dustin que gosta dele. Dustin diz que também gosta dela, e a pede em namoro. Enquanto isso, Chloe e Stan jogam xadrez, enquanto Tyler tem um bigode colado a seu rosto. |    |                                |                  |                                                                          |                                                               |                    |                        |
| 16 | 16 | "The Truck Stops Here"         | Rich Correll     | N/A                                                                      | 9 de junho de 2013 14 de setembro de 2013                     | 114                | 2.1                    |
| Tyler consegue um emprego de verão em um caminhão de comida, porém, Ellen e Bennett não apoiam o novo emprego de Tyler! |    |                                |                  |                                                                          |                                                               |                    |                        |
| 17 | 17 | "Avery's First Breakup"        | David Kendall    | Judd Pillot                                                              | 23 de junho de 2013 21 de setembro de 2013                    | 122                | 3.1                    |
| O namorado de Avery, Dustin, termina com ela e Stan diz que ela deve ir falar com sua mãe para ela lhe ajudar. Enquanto isso, Tyler acidentalmente deixa o caminhão de comida rolar ladeira abaixo, quando ele tirou o tijolo que o segura! |    |                                |                  |                                                                          |                                                               |                    |                        |
| 18 | 18 | "A New Baby?"                  | Shelley Jensen   | N/A                                                                      | 14 de julho de 2013 28 de setembro de 2013                    | 116                | 3.2                    |
| Avery, Tyler e Chloe ficam chocados com à noticia, quando Stan ouve uma conversa entre Ellen e Bennett sobre um possível novo bebê à família. Bennett tem a chance de se tornar um orador público e ser rico, mas as crianças estragam tudo pensando que Ellen vai ter um novo bebê! |    |                                |                  |                                                                          |                                                               |                    |                        |
| 19 | 19 | "Stan Talks to Gran"           | Joel Zwick       | Kristin Layne Tucker                                                     | 21 de julho de 2013 8 de dezembro de 2013                     | 119                | 2.3                    |
| Enquanto é babá das crianças, a avó de Tyler, Avery e Chloe ouve Stan falando, ela começa a pensar que ela está ficando maluca, o que leva as crianças para decidir se eles devem ou não compartilhar o segredo de Stan com sua avó! |    |                                |                  |                                                                          |                                                               |                    |                        |
| 20 | 20 | "Avery's Wild Party"           | Eric Dean Seaton | John Peaslee                                                             | 28 de julho de 2013 11 de agosto de 2013                      | 121                | 3.0                    |
| Para ajudar a terminar um estágio, Avery concorda em dar uma festa de lançamento em sua casa para a filha exigente do funcionário; mantendo isso em segredo de seus pais. Enquanto isso, Bennett e Ellen participam de uma festa do pijama no parque com Chloe e seus Saudável Muffins Troop. |    |                                |                  |                                                                          |                                                               |                    |                        |
| 21 | 21 | "My Parents Posted What?!"     | David Kendall    | Michael B. Kaplan                                                        | 11 de agosto de 2013 15 de dezembro de 2013                   | 120                | 3.0                    |
| Bennett e Ellen descobrem o relato de Avery secreto on-line em um site chamado 'Buddy Bop'. Quando eles tentam fechar a conta de Avery, eles acidentalmente postam um vídeo embaraçoso. Enquanto isso, Stan tem que enfrentar seu passado e treinar tango com Chloe, para ganhar um show de talentos animal. No final, Stan perde o show de talentos para um cão falante. |    |                                |                  |                                                                          |                                                               |                    |                        |
| 22 | 22 | "Stan's Old Owner"             | Shelley Jensen   | Chad Gervich                                                             | 25 de agosto de 2013 22 de dezembro de 2013{                  | 117                | 3.2                    |
| O antigo dono de Stan, Ian, chega de Spokane, Washington, para recuperar Stan. Ele diz á Stan que ele encontrou sua família original e todos eles podem falar também. Então, Stan tem que escolher entre sua antiga família e sua nova família! |    |                                |                  |                                                                          |                                                               |                    |                        |

### 2ª Temporada (2013-14)
| # | #  | Título                                                                                                  | Dirigido por       | Escrito por                  | Estreias                                                           | Código de produção | Audiência (em milhões) |
| --- | -- | --- | ------------------ | ---------------------------- | ------------------------------------------------------------------ | ------------------ | ---------------------- |
| 23 | 1  | "Demasiado Pequena" "Too Short"                                                                         | Shelley Jensen     | Michael B. Kaplan            | 20 de setembro de 2013 8 de fevereiro de 2014 28 de março de 2014  | 201                | 2.99                   |
| Avery está envergonhada quando todo mundo na escola cresceu nas férias de verão, mas ela não. Bennett dá a Tyler um corte de cabelo novo. Enquanto isso, Avery tem uma queda por um garoto chamado Wes, e acredita que ele não vai falar com ela por causa de sua altura. Mais tarde, Avery confronta Wes e diz que a culpa é dele, se ele não está falando com ela, porém, ele estava evitando Avery por causa de uma espinha, e Tyler revela seu cabelo. Estrelas convidadas: Peyton Meyer como Wes |    | |                    |                              |                                                                    |                    |                        |
| 24 | 2  | "A Boazinha Torna-se Má" "Good Girl Gone Bad"                                                           | Shelley Jensen     | Richard Gurman               | 27 de setembro de 2013 9 de fevereiro de 2014 28 de março de 2014  | 202                | 2.37                   |
| Avery fica triste quando seus amigos não contam a ela sobre o dia de matar aula porque eles pensam que ela é muito "santinha" e que cumpre todas as regras. Enquanto isso, Tyler acha que Darcy, uma amiga de Chloe, não gosta dele, e faz de tudo para que ela goste dele, e Ellen insiste que Bennett limpe suas coisas velhas da garagem, para que ela possa estacionar na garagem. |    | |                    |                              |                                                                    |                    |                        |
| 25 | 3  | "Uiva-Loween" "Howloween"                                                                               | Shelley Jensen     | Steve Jarczak & Shawn Thomas | 4 de outubro de 2013 14 de outubro de 2014 21 de outubro de 2014   | 203                | 3.45                   |
| A família de Avery decide dar uma festa de Halloween, e Avery está chateada quando seus pais não deixam ela participar de uma festa diferente. Chloe, Tyler, Bennett e Ellen brigam para ver quem pode ser o que para o Halloween, enquanto Stan é um robô que fala com Bennett e Ellen. |    | |                    |                              |                                                                    |                    |                        |
| 26 | 4  | "O Stan deixa a sua Marca" "Stan Makes His Mark"                                                        | Shelley Jensen     | Jim Hope                     | 11 de outubro de 2013 15 de fevereiro de 2014 2 de maio de 2014    | 204                | 2.91                   |
| Stan faz um vídeo de si mesmo falando que ele é o primeiro cão falante do mundo, e pede para Avery e Tyler lançarem o vídeo após sua morte, e as crianças tentam encobri-lo, para que seus pais não saibam do vídeo. Enquanto isso, Ellen consegue um emprego como assistente de veterinário no hospital de animais. Bennett tenta dizer a ela que ela não deve começar o trabalho, porque ela é tudo, menos uma pessoa que gosta de animais. Então, no veterinário, Ellen tem uma grande surpresa, pois encontra sua ex-arará, Lucy, e Chloe se torna obcecada por uma nova vitamina. |    | |                    |                              |                                                                    |                    |                        |
| 27 | 5  | "A Namorada do Tyler" "Tyler Gets a Girlfriend"                                                         | Shelley Jensen     | Alison Brown                 | 1 de novembro de 2013 16 de fevereiro de 2014 25 de abril de 2014  | 205                | 3.21                   |
| Tyler encontra um interesse na sobrinha de Falcão, Emily. No entanto, a mãe de Emily não aprova. Enquanto isso, Stan se torna um terapeuta, inspirado por Bennett. Além disso, Avery fica brava após saber que Ellen e Chloe estão passando muito tempo juntas. No final, Avery admite que ela estava com ciúmes de Ellen e Chloe, e também após ouvir a conversa de Avery e Ellen sobre independência, a mãe de Emily aprova que Tyler e sua filha possam namorar. |    | |                    |                              |                                                                    |                    |                        |
| 28 | 6  | "Não nos ligues, nós contactamos, Karl" "Don't Karl Us, We'll Karl You"                                 | Shelley Jensen     | Judd Pillott                 | 22 de novembro de 2013 22 de fevereiro de 2014 18 de abril de 2014 | 206                | 2.78                   |
| Tyler, Avery e Chloe estão incomodados com a presença de Karl em sua casa quase todos os dias, e eles estão com medo de que ele descubra o segredo de Stan, então, Stan vai até a casa de Karl para descobrir alguma coisa, e acaba descobrindo que Karl na verdade é Walter Perkins. Então as crianças armam um plano para que seus pais descubram que Karl é Walter. Depois de descobrirem tudo, Ellen e Bennett desfazem sua amizade com Karl. Então Stan vai até a casa de Karl novamente para descobrir mais alguma coisa, mas na verdade Karl está arrependido e diz para Stan que tinha Tyler, Avery e Chloe como seus amigos, e Ellen e Bennett como seus pais. Logo depois, Stan conta às crianças sobre o que Karl disse, e as crianças pedem a Ellen e Bennett para perdoarem Karl.                 |    | |                    |                              |                                                                    |                    |                        |
| 29 | 7  | "Twas the Flight Before Christmas"                                                                      | Victor Gonzalez    | Richard Day                  | 6 de dezembro de 2013 6 de dezembro de 2014 Dezembro de 2014       | 207                | 3.07                   |
| Quando a irmã de Ellen vem até sua casa, devido a um atraso de voo para o Havaí, Avery tenta ajudar sua mãe á reagir bem a visita, já que a irmã de Ellen é uma arrogante. Enquanto isso, Stan, Tyler, e Chloe tentam esconder um cão chamado Sparky em sua casa para o Natal. |    | |                    |                              |                                                                    |                    |                        |
| 30 | 8  | "Pedida na Standução" "Lost in Stanslation"                                                             | Shelley Jensen     | Greg Lisbe                   | 10 de janeiro de 2014 23 de fevereiro de 2014 27 de junho de 2014  | 208                | 2.38                   |
| Quando Avery concorda em ser a tutora de Wes em espanhol (para que ela possa sair com ele), ela precisa aprender espanhol. Então, ela pede a Nikki para dizer tudo em espanhol por um fone de ouvido que ela vai estar usando, mas quando Nikki e Tyler começam a discutir, Avery repete tudo o que eles dizem na frente de Wes. Em seguida, após a aula, Wes pede Avery em espanhol se não é apropriado ele convidar sua tutora para sair, e Avery responde em espanhol "sim muito", sem saber o que significava. Então, quando Nikki vem até a casa de Avery, ela pergunta o que significava aquilo, e fica arrasada quando descobre o que significava. No final é revelado que Nikki estava com ciúmes de Tyler e Emily. Enquanto isso, Bennett e Ellen tentam descobrir por que Chloe quer mudar seu nome. |    | |                    |                              |                                                                    |                    |                        |
| 31 | 9  | "Avery, Ciumenta" "Avery B. Jealous"                                                                    | Victor Gonzalez    | Alison Brown                 | 24 de janeiro de 2014 2 de março de 2014 11 de julho de 2014       | 209                | 2.90                   |
| Depois de Wes ter convidado para sair com a Lindsay Avery fica com ciúmes e pede a Lindsay para dizer ao Wes que não podia ir ao encontro. Avery e lindsay discutem. A lindsay diz a Avery que acha que ela está primeiro nessa amizado, pelo que a apresentação na escola ela ia desempenhar o mesmo papel que Avery. Entretanto Tyler pede um conselho a Ellen mas Ellen não sabe o que dizer. Estrelas convidadas: Peyton Meyer como Wes, Kayla Masionet como Lindsay e Danielle Sobielman como Max |    | |                    |                              |                                                                    |                    |                        |
| 32 | 10 | "Tyler-ângulo amoroso" "Love Ty-Angle"                                                                  | Shelley Jensen     | Michael B. Kaplan            | 21 de fevereiro de 2014 7 de junho de 2014 25 de julho de 2014     | 211                | 2.41                   |
| Tyler terá de escolher entre Emily e Nikki. Entretanto, stan terá de lidar com um gato que Ellen trouxe para tomar conta dela por uns dias. stan acabou por gostar do gato. Estrelas convidadas:Denyse Tontz como Nikki Ortiz e Kathryn Newton como Emily Adams |    | |                    |                              |                                                                    |                    |                        |
| 33 | 11 | "A Fuga do Stan" "Stan Runs Away"                                                                       | Alex Zamm          | Michael B. Kaplan            | 28 de fevereiro de 2014 28 de junho de 2014 29 de agosto de 2014   | 213                | 2.80                   |
| Os pais fazem uma reunião de família para saber onde é que eles iam passar o fim de semana. Avery queria o museu do espaço porque o Wes ia lá estar mas acabaram por ir para o campo porque stan não queria ser posto num canil quando fossem ao museu do espaço. Os miúdos discutem com stan e stan foge. Stan consegue arranjar outro dono mas passado um bocado queria voltar para a sua família. Quando os miúdos chegaram a casa fugiram para o campo a procura do stan sem os pais saberem e Chloe teve de distraí-los. Estrelas convidadas: Brendan Hunt como Bill |    | |                    |                              |                                                                    |                    |                        |
| 34 | 12 | "Quero a Nikki de volta, Nikki de volta, Nikki de volta" "I Want My Nikki Back, Nikki Back, Nikki Back" | Shelley Jensen     | Jim Hope                     | 7 de março de 2014 7 de setembro de 2014 15 de agosto de 2014      | 212                | 2.04                   |
| Tyler quer que Nikki seja a namorada dele mas Nikki está muito zangada com o Tyler. Estrelas convidadas: Denyse Tontz como Nikki Ortiz |    | |                    |                              |                                                                    |                    |                        |
| 35 | 13 | "O Baile da Avery" "Avery-body Dance Now"                                                               | Roger Christiansen | Richard Day                  | 21 de março de 2014 14 de junho de 2014 5 de setembro de 2014      | 215                | 2.38                   |
| Wes convidou a Avery para o baile mas Avery não sabe dançar e Karl é o que a vai ensinar a dançar. Estrelas convidadas: Peyton Meyer como Wes, LJ Benet como Karl Fink, Kayla Maisonet como Lindsay e Danielle Sobielman como Max |    | |                    |                              |                                                                    |                    |                        |
| 36 | 14 | "The Green-Eyed Monster"                                                                                | Sean Mulcahy       | Greg Lisbe                   | 4 de abril de 2014 21 de junho de 2014                             | TBA                | 2.39                   |
| Tyler teve negativa na disciplina de inglês então Bennett diz a Tyler que vai participar num teatro. Entretanto stan espia o Wes e tira fotos. Depois de mostrar as fotos a Avery, Avery vai ter com o Wes e mostrar-lhe as fotografias e Wes fica zangado com Avery. Depois stan tenta que Wes e Avery fiquem juntos outra vez. Estrelas convidadas: Peyton Meyer como Wes |    | |                    |                              |                                                                    |                    |                        |
| 37 | 15 | "Quem treina Quem?" "Who's Training Who?"                                                               | Victor Gonzalez    | Richard Gurman               | 11 de abril de 2014 31 de maio de 2014 16 de setembro de 2014      | TBA                | 2.99                   |
| Ellen contrata um treinador de animais, Cherri Pickford para treinar Stan, mas ela não consegue fazê-lo. Cherri é triste e ela sai e Ellen e Bennett fazer Stan um cão fora e Chloe, Tyler, e Avery discordar e ficar de fora com Stan. Eles ficam com Stan noite toda. Quando os pais não concordam com eles tentam humilhar seus pais em público. Em seguida, Ellen e Bennett vir de fora e forçá-los a entrar. Eles chamam de volta Cherri e fazer Stan escuta fazendo dele um cão dentro de novo. Estrelas convidadas especiais: Leigh-Allyn Baker como Cheri |    | |                    |                              |                                                                    |                    |                        |
| 38 | 16 | "Amor, Perda e um Coração Partido" "Love, Loss and a Beanbag Toss / Love, Lose and a Beanbag Toss"      | Shelley Jensen     | Alison Brown                 | 16 de maio de 2014 14 de setembro de 2014 3 de outubro de 2014     | 219                | 2.65                   |
| Wes tenta evitar Avery porque não a queria magoar ao dizer-lhe que se ia mudar de casa. Ellen acha a feira muito perigosa e tenta torná-la mais segura mas a escola não gosta das mudanças de Ellen. Estrelas convidadas: Peyton Meyer como Wes, Teala Dunn como Dab, Kayla Masionet como Lindsay e Danielle Sobielman como Max |    | |                    |                              |                                                                    |                    |                        |
| 39 | 17 | "Como eu conheci o teu irmão...e irmã" "How I Met Your Brother and Sister"                              | Bruce Leddy        | Natasha Gray                 | 13 de junho de 2014 28 de setembro de 2014 10 de outubro de 2014   | TBA                | 2.54                   |
| Avery e Tyler contam como foi o casamento dos pais. |    | |                    |                              |                                                                    |                    |                        |
| 40 | 18 | "Cantar para a Roulotte" "Will Sing for Food Truck"                                                     | Shelley Jensen     | Steve Jarczak & Shawn Thomas | 20 de junho de 2014 21 de setembro de 2014 17 de outubro de 2014   | TBA                | 2.52                   |
| Tyler com despedido pela sua patroa não ter dinheiro para pagar ao Tyler por isso Tyler faz um anúncio publicitário. |    | |                    |                              |                                                                    |                    |                        |
| 41 | 19 | "Presa no Mini Contigo" "Stuck in the Mini with You"                                                    | Bruce Leddy        | Amy Pittman                  | 18 de julho de 2014 01 de março de 2015 7 de novembro de 2014      | TBA                | TBA                    |
| Avery vai em viagem com Ellen mas Ellen estraga a viagem ao irem a uma feira. Entretanto Chloe ia dançar e já estava preparada até que o pai sem querer despenteia a Chloe e stan não sabia o que fazer ate´que arranjou solução. Avery e Ellen divertiram-se na mesma. |    | |                    |                              |                                                                    |                    |                        |
| 42 | 20 | "Invasores de Passadena" "Pod People from Pasadena"                                                     | Sean Mulcahy       | Jay Dyer                     | 25 de julho de 2014 21 de setembro de 2014 18 de novembro de 2014  | TBA                | 2.76                   |
| Chloe vê um filme de terror e pensa que Avery é um extrraterrestre. Avery quer construir algo com o Bennett mas Bennett acha que é melhor a Avery construir aquilo sozinha. |    | |                    |                              |                                                                    |                    |                        |
| 43 | 21 | "O Rafeiro e o Magnata" "The Mutt and the Mogul"                                                        | Roger Christiansen | Steve Jarczak & Shawn Thomas | 1 de agosto de 2014 08 de março de 2015 14 de novembro de 2014     | TBA                | 1.95                   |
| Um homem milionário faz uma proposta a Stan mas se Stan aceitasse a proposta as pessoas poderiam descobrir que Stan falava. Os miúdos recusaram mas o homem milionário foi falar com os pais. Os miúdos contratam atores para fazer de avós deles. |    | |                    |                              |                                                                    |                    |                        |
| 44 | 22 | "O Stan é Educado" "Stan Gets Schooled"                                                                 | Rob Schiller       | Amy Pittman                  | 15 de agosto de 2014 15 de março de 2015 28 de novembro de 2014    | TBA                | 2.55                   |
| Stan pensa que a escola é fixe e Avery arranja uma maneira de stan ir para a escola mas stan não gostou da escola mas não sabia como dizer a Avery. Entretanto Chloe arranja um namorado. Estrelas convidadas: Kayla Maisonet como Lindsay, Danielle Sobielman como Max e Griffin Kunitz como Mason |    | |                    |                              |                                                                    |                    |                        |
| 45 | 23 | "Karl Descobre o Segredo de Stan" "Karl Finds Out Stan's Secret"                                        | Alex Zamm          | Jim Hope                     | 22 de agosto de 2014 22 de março de 2015 27 de fevereiro de 2015   | TBA                | 2.23                   |
| 46 | 24 | "As Crianças Descobrem o Blog do Stan" "The Kids Find Out Stan Blogs"                                   | Sean Mulcahy       | Michael B. Kaplan            | 12 de setembro de 2014 22 de março de 2015 27 de fevereiro de 2015 | TBA                | 1.70                   |

### 3ª Temporada (2014–15)
| #      | #      | Título                                                                                                   | Dirigido por                                  | Escrito por                                    | Estreias                                                            | Código de produção | Audiência (em milhões) |
| ------ | ------ | --- | --------------------------------------------- | ---------------------------------------------- | ------------------------------------------------------------------- | ------------------ | ---------------------- |
| 47     | 1      | "Adivinha Quem Foi Expulso?" "Guess Who Gets Expelled?"                                                  | Shelley Jensen                                | Michael B. Kaplan                              | 26 de setembro de 2014 03 de maio de 2015 13 de março de 2015       | 301                | 2.19                   |
| 48     | 2      | "Uiva-Loween 2: A Conta Final (BR) Uiva-Loween 2: O Juízo Final (PT)" "Howloween 2: the Final Reckoning" | Shelley Jensen                                | Jim Hope                                       | 3 de outubro de 2014 10 de maio de 2015 23 de outubro de 2015       | 302                | 1.97                   |
| 49     | 3      | "Avery Ensina Tyler" "Avery Schools Tyler"                                                               | Joel Zwick                                    | Harry Hannigan                                 | 17 de outubro de 2014 17 de maio de 2015 27 de março de 2015        | 303                | 1.19                   |
| 50     | 4      | "O Stan Apaixona-se" "Stan Falls In Love"                                                                | Shelley Jensen                                | Steve Jarczak Shawn Thomas                     | 21 de novembro de 2014 24 de maio de 2015 3 de abril de 2015        | 304                | 1.71                   |
| 51     | 5      | "Avery Contra Professora" "Avery vs. Teacher"                                                            | Shelley Jensen                                | Debby Wolfe                                    | 28 de novembro de 2014 31 de maio de 2015 17 de abril de 2015       | 305                | 2.06                   |
| 52     | 6      | "Stan Rouba o Natal" "Stan Steals Christmas"                                                             | Shelley Jensen                                | Amy Pittman                                    | 5 de dezembro de 2014 12 de dezembro de 2015 25 de dezembro de 2015 | 306                | 1.97                   |
| 53     | 7      | "Avery Transforma Max" "Avery Makes Over Max"                                                            | Shelley Jensen                                | Jessica Kaminsky                               | 9 de janeiro de 2015 03 de agosto de 2015 1 de maio de 2015         | 307                | 1.86                   |
| 54     | 8      | "Avery Sonha Beijar Karl" "Avery Dreams of Kissing Karl"                                                 | Shelley Jensen                                | Michael B. Kaplan                              | 16 de janeiro de 2015 04 de agosto de 2015 15 de maio de 2015       | 308                | 1.68                   |
| 55     | 9      | "Cão De Passarela" "Dog on a Catwalk"                                                                    | Shelley Jensen                                | Jim Hope                                       | 6 de fevereiro de 2015 5 de agosto de 2015 5 de junho de 2015       | 309                | 1.44                   |
| 56     | 10     | "Adivinha Quem Anda a Enganar?" "Guess Who's a Cheater"                                                  | Joel Zwick                                    | Debby Wolfe                                    | 20 de fevereiro de 2015 6 de agosto de 2015 24 de julho de 2015     | 310                | 1.97                   |
| 57     | 11     | "Novo BFF de Stan (BR) O Novo Amigo do Stan (PT)" "Stan's New BFF"                                       | Jody Margolin Hahn                            | Steve Zarczack Shawn Thomas                    | 6 de março de 2015 7 de agosto de 2015 14 de agosto de 2015         | 311                | 2.14                   |
| 58     | 12     | "Stan Dorme Falando (BR) Stan Fala a Dormir (PT)" "Stan Sleep Talks"                                     | David Kendall                                 | Harry Hannigan                                 | 26 de março de 2015 8 de agosto de 2015 21 de agosto de 2015        | 312                | 1.72                   |
| 59     | 13     | "Casamento De Stan (BR) Stan Casa-se (PT)" "Stan Gets Married"                                           | Rob Schiller                                  | Jessica Kaminsky                               | 17 de abril de 2015 9 de agosto de 2015 30 de setembro de 2015      | 313                | 1.82                   |
| 60     | 14     | "Adivinha Quem É Presidente (BR / PT)" "Guess Who Becomes President"                                     | Shelley Jensen                                | Loni Steele Sothand                            | 24 de abril de 2015 9 de novembro de 2015 11 de setembro de 2015    | 314                | 1.81                   |
| 61.1-2 | 15.1-2 | "Stan Tem Filhotes (BR) O Stan é Pai (PT)" "Stan Has Puppies"                                            | Victor Gonzalez (parte 1) Alex Zamm (parte 2) | Michael B. Kaplan (parte 1) Jim Hope (parte 2) | 8 de maio de 2015 10 de novembro de 2015 6 de novembro de 2015      | 315-316            | 2.19                   |
| 62     | 16     | "Você Não É Mais Minha Irmã (BR) Já Não És Minha Irmã (PT)" "You're Not My Sister Anymore"               | Joel Zwick                                    | Jessica Kaminsky                               | 12 de junho de 2015 11 de novembro de 2015 8 de janeiro de 2016     | 317                | 1.70                   |
| 63     | 17     | "Os Filhotes Falam" "The Puppies Talk"                                                                   | Joel Zwick                                    | Steve Jarczak Shawn Thomas                     | 19 de junho de 2015 12 de novembro de 2015 6 de novembro de 2015    | 318                | 1.76                   |
| 64     | 18     | "Adivinha Quem Está Namorando Carl (BR) Adivinha Quem Anda com o Karl (PT)" "Guess Who's Dating Karl"    | Jody Margolin Hahn                            | Harry Hannigan                                 | 17 de julho de 2015 13 de novembro de 2015 29 de janeiro de 2016    | 320                | 1.63                   |
| 65     | 19     | "O Assassino Do Vestido Ornamental (PT)" "Murder of the Ornamental Dress"                                | Joel Zwick                                    | Kevin Engelking Sarah Jeanne Terry             | 24 de julho de 2015 25 de abril de 2016 17 de novembro de 2015      | 319                | 1.95                   |
| 66     | 20     | "O Stan Salva a Princesa (PT)"                                                                           | Regan Burns                                   | Debby Wolfe                                    | 7 de agosto de 2015 26 de abril de 2016 5 de fevereiro de 2016      | 321                | 1.61                   |
| 67     | 21     | "Stan, O Gato Blogueiro (BR) Gato Com um Blog (PT)" "Cat with a Blog"                                    | Jonathan Judge                                | Amy Pittman                                    | 21 de agosto de 2015 27 de abril de 2016 26 de fevereiro de 2016    | 322                | 2.01                   |
| 68     | 22     | "A Avery Começa a Conduzir (PT)" "Avery Starts Driving"                                                  | Jonathan Judge                                | Jim Hope                                       | 18 de setembro de 2015 28 de abril de 2016 4 de março de 2016       | 323                | 1.79                   |
| 69     | 23     | "O Segredo do Stan é Descoberto (PT)" "Stan's Secret Is Out"                                             | Shelley Jensen                                | Michael B. Kaplan                              | 25 de setembro de 2015 29 de abril de 2016 25 de março de 2016      | 324                | 2.14                   |